# Harry Shearer
Vous lisez un « bon article » labellisé en 2021.
Pour les articles homonymes, voir Shearer.
Harry Shearer est un acteur, écrivain, musicien, animateur de radio, réalisateur et producteur américain né le 23 décembre 1943 à Los Angeles en Californie. Il commence sa carrière en tant qu'enfant acteur. Entre 1969 et 1976, il est membre du Credibility Gap, un groupe comique de radio. Après la dissolution de celui-ci, il coscénarise le film Real Life en 1979 aux côtés d'Albert Brooks et travaille en tant que scénariste sur la série de Martin Mull, Fernwood 2 Night.
Harry Shearer fait partie de la distribution du Saturday Night Live en 1979 et 1980 et de nouveau en 1984 et 1985. En 1984, il crée et scénarise le film Spinal Tap, un documentaire satirique qui devient un classique. En 1989, il rejoint l'équipe de la série télévisée d'animation Les Simpson, dans laquelle il donne voix à de nombreux personnages dont M. Burns, Waylon Smithers, le Principal Skinner, Ned Flanders, le Révérend Lovejoy, Kent Brockman et le Dr Hibbert. Harry Shearer apparaît également dans plusieurs films dont The Truman Show et A Mighty Wind et en réalise deux : Teddy Bears' Picnic en 2001 et The Big Uneasy en 2010. Depuis 1983, il anime le programme radiophonique de musique et d'humour Le Show. Il est l'auteur de trois ouvrages.
Harry Shearer remporte un Primetime Emmy Award en 2014 et reçoit de nombreuses autres nominations aux Emmys et aux Grammys. Il est marié entre 1974 et 1977 à la compositrice Penny Nichols, puis depuis 1993 avec l'auteure-compositrice-interprète Judith Owen. En 2013, il devient artiste en résidence à l'université Loyola de La Nouvelle-Orléans.

## Biographie

### Jeunesse et débuts

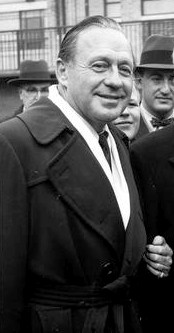
L'acteur Jack Benny, aux côtés duquel Harry Shearer fait ses débuts dans le monde du spectacle.

Harry Shearer naît le 23 décembre 1943 à Los Angeles en Californie, de Dora Warren, née Kohn, une comptable décédée en 2008, et de Mack Shearer. Ses parents sont des émigrants juifs originaires d'Autriche et de Pologne,. À partir de ses quatre ans, Harry Shearer prend des cours de piano avec une professeur dont la fille travaille comme enfant actrice. Sa professeur décide ensuite de changer de carrière et de devenir agent pour enfants, car elle connaît les gens du secteur grâce au travail de sa fille. Elle demande alors aux parents de Harry la permission de l'emmener à une audition. Plusieurs mois après, elle lui obtient une audition pour l'émission de radio The Jack Benny Program. Il obtient le rôle à l'âge de sept ans. Harry Shearer décrit Jack Benny comme « très chaleureux et accessible », il ajoute que « c'est le gars qui a creusé l'idée selon laquelle d'autres personnages de la série se moquent de moi, ce qui m'a permis d'être propulsé dans la comédie par rapport aux autres comédiens ». Selon Harry Shearer, le comédien Mel Blanc, qui double de nombreux personnages d'animation comme Bugs Bunny, Daffy Duck ou Barney Laroche, « l'a pris sous son aile » et a été l'un de ses meilleurs amis pendant ses débuts dans l'industrie du spectacle. Harry Shearer s'essaie au cinéma en 1953, dans le film Deux Nigauds chez Vénus dans lequel il tient un petit rôle, et dans La Tunique. Tout au long de son enfance et de son adolescence, il travaille à la télévision, au cinéma et à la radio. En 1957, le jeune acteur interprète le personnage qui deviendra Eddie Haskell dans le pilote de la série télévisée Leave It to Beaver. Après le tournage, les parents de Harry s'opposent à ce qu'il interprète un personnage récurrent d'une série. Ils préfèrent qu'il n'ait que quelques rôles occasionnels afin d'avoir une enfance normale. Harry et ses parents refusent alors le rôle qui sera donné à Ken Osmond.
Au début des années 1960, Harry Shearer suit un major en science politique à l'université de Californie à Los Angeles, et décide de quitter l'industrie du spectacle pour devenir une « personne sérieuse ». Cependant, environ un mois après son arrivée à l'université, il rejoint l'équipe du journal étudiant, le Daily Bruin. Il devient également le rédacteur en chef de Satyr, le magazine humoristique de l’université, et de sa parodie de juin 1964, Preyboy. Pendant cette même période, il travaille aussi en tant que présentateur des informations sur la KRLA, une station de radio du top 40 de Pasadena. Il intègre l'université Harvard pendant un an en travaillant à la législature de l'État à Sacramento. En 1967 et 1968, il est professeur d'université, enseignant l'anglais et les Science Studies (l'équivalent des sciences sociales). Il quitte le professorat après des « désaccords avec l'administration ».
Entre 1969 et 1976, il est membre du Credibility Gap, un groupe comique de radio comprenant David Lander, Richard Beebe et Michael McKean. Le groupe se compose d'une « poignée de journalistes » de KRLA 1110, « la deuxième station » de Los Angeles. Les responsables de la station désirant plus que la production de simples informations, ils engagent des comédiens avec un talent vocal particulier pour les présenter. Harry Shearer en entend parler par un ami et décide alors d'apporter une cassette à la station, qu'il remet nerveusement à la réceptionniste. Il est engagé le jour même. Le programme radio du groupe est annulé en 1970 par KRLA, et en 1971 par KPPC-FM, conduisant les artistes à se produire dans divers clubs et salles de concert. Pendant ce temps, Harry Shearer interviewe les Creedence Clearwater Revival sur KRLA pour le documentaire musical Pop Chronicles,. En 1973, il tient le rôle de Jim Houseafire dans How Time Flys, un album humoristique de David Ossman des Firesign Theatre. En 1976, le Credibility Gap se dissout lorsque Michael McKean et David Lander rejoignent la sitcom Laverne and Shirley. Harry Shearer commence alors à travailler avec Albert Brooks, en produisant un de ses albums et en coscénarisant le film Real Life sorti en 1979. Il scénarise également des épisodes de la série télévisée de Martin Mull, Fernwood 2 Night. Au milieu des années 1970, il travaille avec Rob Reiner sur un pilote pour ABC. La série, dans laquelle devaient jouer Christopher Guest, Tom Leopold et Michael McKean, n'a cependant jamais vu le jour.

### Carrière

#### Saturday Night Live

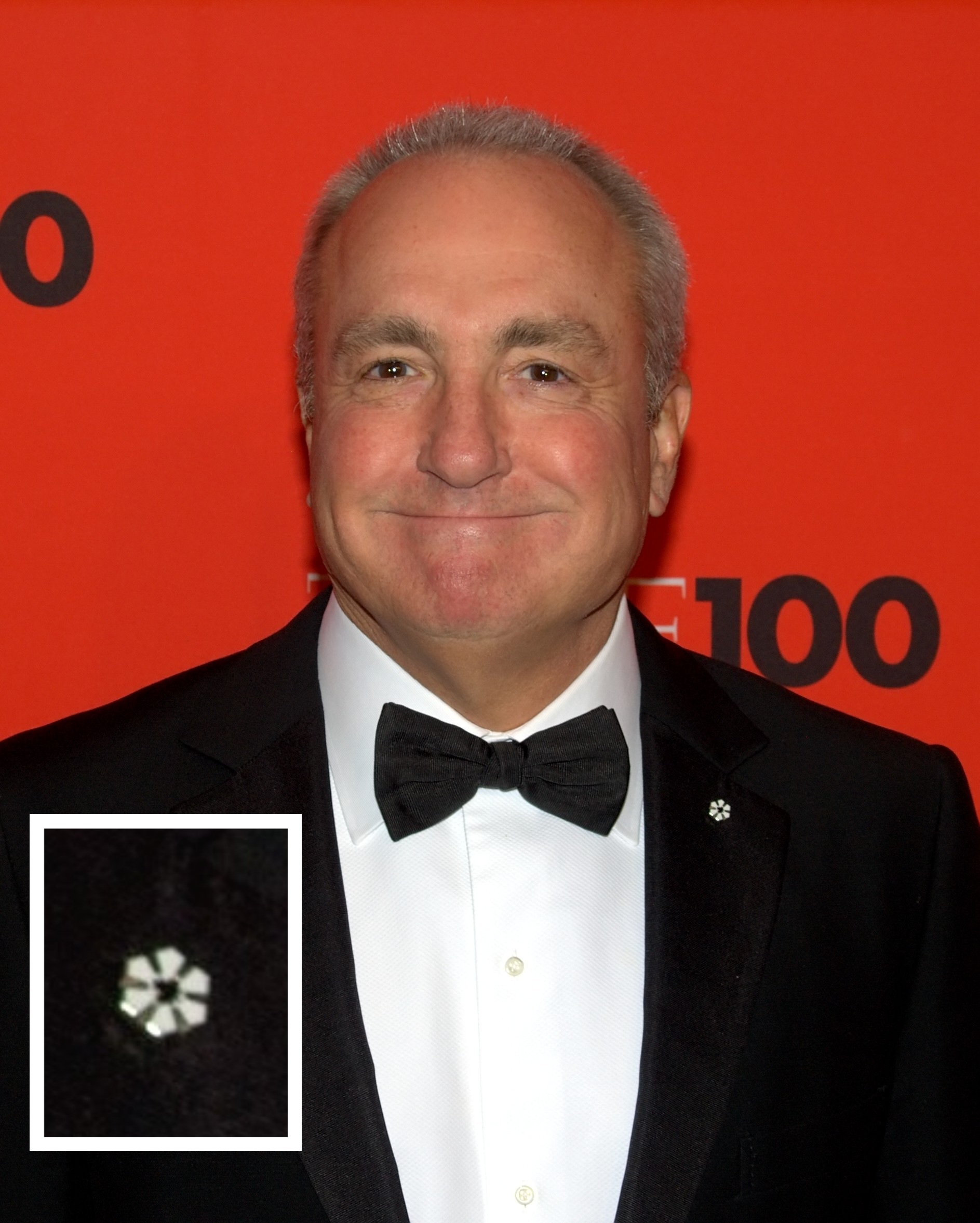
Lorne Michaels, producteur du Saturday Night Live avec lequel Harry Shearer a eu de nombreux différends.

En août 1979, Harry Shearer est engagé en tant que scénariste et acteur pour le Saturday Night Live, il est l'un des premiers ajouts à la distribution originelle, et remplace non officiellement John Belushi et Dan Aykroyd, qui viennent de quitter l'émission,. C'est l’acteur Al Franken qui recommande Harry Shearer au créateur du Saturday Night Live, Lorne Michaels. Harry Shearer décrit son expérience dans l'émission comme un « enfer vivant » et « pas un lieu de travail véritablement agréable ». Il ne semble pas bien s'entendre avec les autres scénaristes et acteurs, ajoutant qu'il ne figure pas dans la liste des acteurs lors du générique d'ouverture et que Lorne Michaels a dit au reste de la distribution qu'il n'était qu'un scénariste. Lorne Michaels quitte le Saturday Night Live à la fin de la cinquième saison, emmenant l'ensemble de la distribution avec lui. Harry Shearer confie alors à la nouvelle productrice déléguée Jean Doumanian qu'il n'était pas « un fan de Lorne » et il lui propose de rester dans l'émission s'il a la possibilité de revoir le programme et de faire venir des comédiens expérimentés, comme Christopher Guest. Jean Doumanian rejetant sa demande, Harry Shearer décide de partir avec le reste de la distribution.

« Lorsque j'ai quitté la série, Dick [Ebersol] a publié un communiqué de presse clamant des "différends créatifs". Et la première personne qui m'a appelé pour un commentaire à ce sujet m'a lu ceci et j'ai laissé échapper : "Ouais, j'étais créatif et ils étaient différents." »

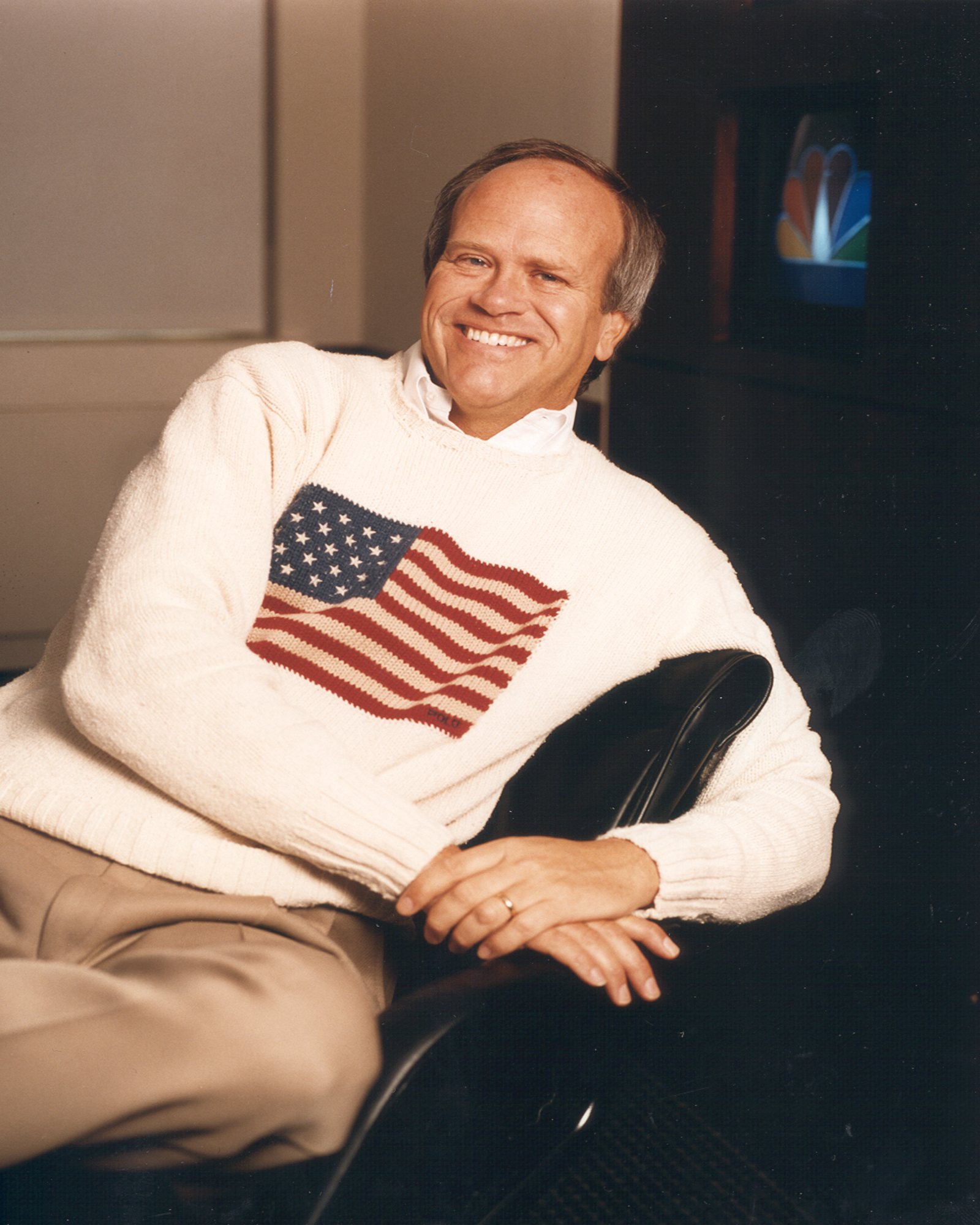
Le producteur Dick Ebersol, remplaçant de Lorne Michaels, qui qualifie Harry Shearer d'emmerdeur et de cauchemar.

En 1984, en pleine promotion du film Spinal Tap, Harry Shearer, Christopher Guest et Michael McKean jouent dans le Saturday Night Live. Les trois amis se voient offrir une chance d'intégrer l'émission lors de la saison 1984-1985. Harry Shearer accepte parce qu'il est bien traité par les producteurs et il pense que l'ambiance en coulisses s'est améliorée. Il déclarera plus tard : « je ne me rendais pas compte que les invités étaient mieux traités que les réguliers ». Christopher Guest accepte également l’offre alors que Michael McKean la rejette, avant de finalement rejoindre le casting en 1994. Dick Ebersol, qui remplace Lorne Michael en tant que producteur de l'émission, déclare que Harry Shearer est « un artiste doué, mais un emmerdeur. Il est tellement exigeant sur la précision des choses qu'il est très, très dur avec les équipes. C'est juste un cauchemar avec lequel traiter ». En janvier 1985, Harry Shearer quitte l'émission pour de bon, en partie parce qu'il ne sent pas assez utilisé,. Le réalisateur Martin Short, déclare que Harry Shearer « voulait être créatif et Dick [Ebersol] voulait autre chose… Je pense qu'il sentait que sa voix n'était pas représentée dans l'émission. Quand il n'a pas eu cette chance, il s'est énervé ».

#### Spinal Tap

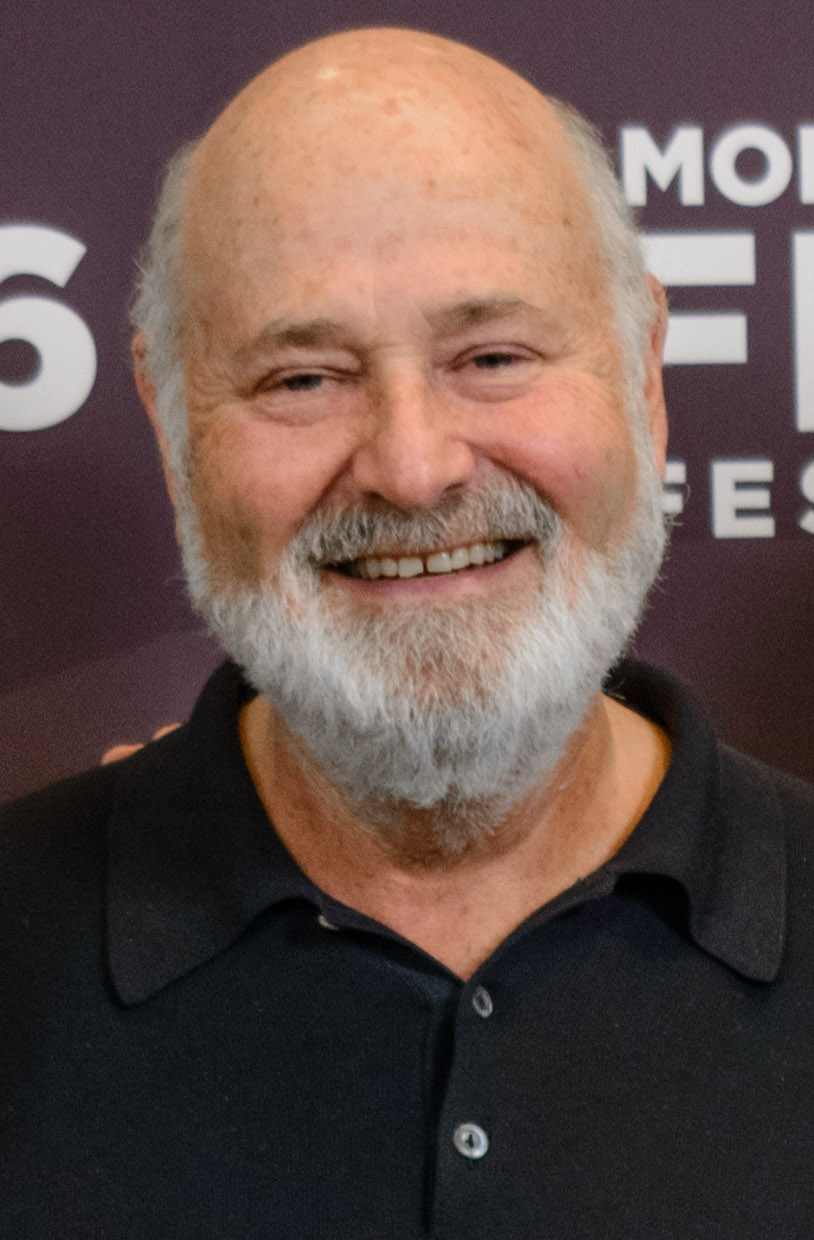
Rob Reiner avec lequel Harry Shearer, crée le film Spinal Tap en 1984.

En 1984, Harry Shearer crée le film Spinal Tap avec Rob Reiner. La société Marble Arch offre à Harry Shearer, Rob Reiner, Michael McKean et Christopher Guest la possibilité de leur écrire l’ébauche d'un scénario. Ils concluent que le film ne peut être écrit et décident à la place de filmer une séquence de vingt minutes démontrant ce qu'ils veulent faire. Le film est finalement approuvé par Norman Lear et Jerry Perenchio d'Embassy Pictures. Le film satirise le comportement sauvage et les prétentions musicales des groupes de hard rock et de heavy metal, ainsi que les tendances hagiographiques des documentaires de l'époque sur le rock. Les trois membres du groupe Spinal Tap, David St. Hubbins, Derek Smalls et Nigel Tufnel, sont respectivement incarnés par Michael McKean, Harry Shearer et Christopher Guest. Les trois acteurs jouent de leurs instruments de musique et parlent avec un accent anglais caricatural pendant tout le film. Il n'y a aucun script, bien qu'il y ait une évocation écrite de la plupart des scènes, et ainsi de nombreuses répliques sont improvisées. Le film est tourné en vingt-cinq jours.
Harry Shearer déclare dans une interview : « L'impulsion directrice était de faire du vrai rock 'n' roll. Nous étions tous les quatre dans le rock 'n' roll et nous avons été étonnés de voir à quel point les films se trompent. Comme nous étions des gens drôles, ça allait être un film drôle, mais nous voulions faire les choses précisément ». Lorsqu'ils essaient de vendre le film à plusieurs studios hollywoodiens, tous leur disent qu'il ne marchera pas. Gardant espoir, ils continuent à dire : « Non, c'est une histoire qui semblera familière aux gens. Nous ne leur présentons rien qu'ils ne connaissent vraiment », Harry Shearer pense que le film trouverait son public. Le film ne connaît qu'un succès modeste lors de sa sortie, mais il connaît un plus grand succès et devient même culte, après sa sortie en cassette. En 2000, le film est classé à la vingt-neuvième place du classement des 100 meilleurs films humoristiques du cinéma américain selon l'American Film Institute et il est sélectionné pour être conservé dans le National Film Registry de la bibliothèque du Congrès des États-Unis, revêtant une « importance culturelle, historique ou esthétique »,.
Les trois comédiens participent depuis à plusieurs projets en incarnant leurs personnages de Spinal Tap. Ils sortent trois albums : This Is Spinal Tap en 1984, Break Like the Wind en 1992 et Back from the Dead en 2009. En 1992, les Spinal Tap apparaissent dans un épisode des Simpson, intitulé Le Permis d'Otto Bus. Le groupe donne plusieurs concerts, notamment au Live Earth de Londres le 7 juillet 2007. En 2007, en prémices de la future série, Rob Reiner réalise un court métrage intitulé Spinal Tap. En 2009, le groupe sort l'album Back from the Dead en commémoration du 25e anniversaire de la sortie du film. L'album contient des versions réenregistrées de chansons présentes dans le film et sa bande-originale, ainsi que cinq nouvelles chansons,. Le groupe effectue une « tournée mondiale » d'une date à la Wembley Arena de Londres le 30 juin 2009. Les Folksmen, un groupe parodique incarné dans le film A Mighty Wind par Harry Shearer, Michael McKean et Christopher Guest, font l'ouverture de ce concert.

#### Les Simpson

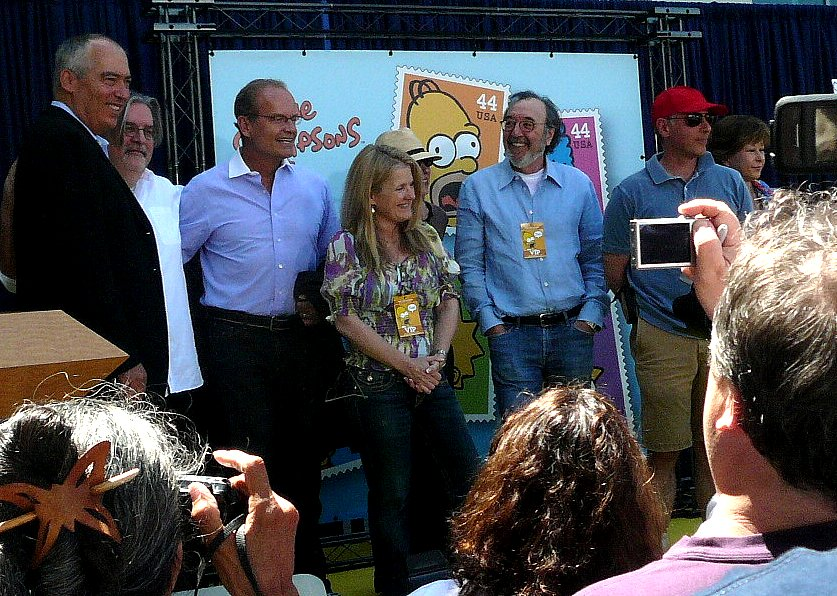
Une partie de la distribution principale des Simpson réunie en 2009. Avec de gauche à droite : Matt Groening, Kelsey Grammer, Nancy Cartwright, Julie Kavner, James L. Brooks, Dan Castellaneta et Yeardley Smith.

Harry Shearer est principalement connu pour son travail d'acteur de doublage sur la série télévisée américaines d'animation, Les Simpson. Matt Groening, le créateur de la série, adore le travail de Harry Shearer, alors que ce dernier est fan des articles de presse que Matt Groening a l'habitude d'écrire. Lorsque les producteurs de la série lui demandent s'il souhaite en intégrer la distribution, il est tout d'abord réticent car il pense que les sessions d'enregistrement seraient trop compliquées. Il pense alors que le doublage n'est « pas très amusant », parce qu'habituellement, les acteurs enregistrent leurs répliques séparément. Après lui avoir dit que les acteurs enregistreraient leurs voix ensemble et après l'avoir appelé à trois reprises, le producteur délégué James L. Brooks parvient à convaincre Harry Shearer de rejoindre la distribution de la série. Dès sa première impression, Harry Shearer trouve Les Simpson drôles. Il pense que c'est une façon « plutôt cool » de travailler, et trouve étrange que les membres de la distribution tiennent à ne pas être connus du public en tant qu'acteurs derrière les voix.
Harry Shearer donne, entre autres, voix aux personnages suivants : Seymour Skinner, Kent Brockman, M. Burns, Waylon Smithers, Ned Flanders, Révérend Lovejoy, Dr Hibbert, Lenny Leonard, Otto Bus, Rainier Wolfcastle, Scratchy, Kang, Dr Marvin Monroe et le juge Snyder. Il décrit toutes les voix de ses personnages habituels comme « faciles à intégrer », ajoutant qu'il ne les « ferai[t] pas si elles n'étaient pas faciles ». Harry Shearer s'est inspiré des acteurs Lionel Barrymore et Ronald Reagan pour créer la voix de M. Burns. Pour lui, M. Burns est le personnage le plus difficile à incarner car il force sur ses cordes vocales et doit souvent boire du thé et du miel pour apaiser sa voix. Il décrit ce personnage comme son préféré, car il l'« aime parce qu'il est un pur méchant. Beaucoup de mauvaises personnes font l'erreur de diluer leur perversion. Ne falsifiez jamais votre méchanceté ». Harry Shearer prête également sa voix à l'assistant de M. Burns, Waylon Smithers, et il est capable d'enregistrer un dialogue entre les deux personnages en une seule prise. Initialement, Ned Flanders devait simplement être un voisin dont Homer était jaloux, mais à cause de Harry Shearer, qui utilise pour lui « une voix si douce », le personnage a été approfondi pour devenir un chrétien, un homme bon que tout le monde préférerait comme voisin, comparé à Homer. La voix du Dr Marvin Monroe est inspirée de celle du psychiatre David Viscott. Le personnage du Dr Monroe a disparu de la série depuis la septième saison, parce sa voix irritait la gorge de Harry Shearer.
En 2004, Harry Shearer critique ce qu'il perçoit comme un déclin de qualité de la série : « Je considère les trois dernières saisons comme parmi les pires, la quatrième saison me semble donc très bonne maintenant ». Harry Shearer donne également son avis sur l'épisode de la neuvième saison, Le Principal principal, un des épisodes les plus controversés des Simpson. En effet de nombreux adeptes de la série et de nombreuses critiques réagissent négativement à la révélation selon laquelle le Principal Skinner, un personnage récurrent depuis la première saison, est un imposteur. L'épisode est également critiqué par Harry Shearer et Matt Groening. Dans une interview donnée en 2001, Harry Shearer se souvient qu'après avoir lu le script, il a dit aux scénaristes : « Ce n’est pas possible. Vous prenez quelque chose dans lequel le public a construit huit ou neuf ans d'investissement et vous le jetez simplement à la poubelle, sans raison valable, pour une histoire que nous avons déjà faite avec d'autres personnages. C'est tellement arbitraire et gratuit, et c'est irrespectueux envers le public ». À cause de conflits d'horaire et de disponibilité, Harry Shearer décide de ne pas participer à l'élaboration de l'attraction The Simpsons Ride, qui ouvre en 2008, ainsi aucun de ses personnages n'a de répliques et beaucoup n'apparaissent pas du tout. Dans une interview de 2010 dans le Howard Stern Show, Harry Shearer avoue que la raison pour laquelle il n'a pas souhaité participer à l'attraction est qu'il n'allait pas être payé pour ce travail.
Depuis 1998, Harry Shearer est payé 30 000 dollars par épisode. En 1998, lors d'un désaccord entre la chaîne et les six acteurs principaux de la série à propos des salaires, la Fox les menace de les remplacer par de nouveaux acteurs, allant jusqu'à organiser des castings pour les nouvelles voix. Ce désaccord a cependant été résolu, et Harry Shearer gagne 125 000 dollars par épisode depuis 2004, mais les acteurs en demandent alors 360 000. Un mois plus tard, la chaîne fait un compromis et augmente Harry Shearer à 250 000 dollars par épisode,. Après une nouvelle négociation de salaire en 2008, les acteurs sont payés 400 000 dollars par épisode. Trois ans plus tard, après la menace de la part de la Fox d'annuler la série, à moins que les coûts de production ne baissent drastiquement, Harry Shearer et les autres membres de la distribution acceptent une baisse de salaire de 30 %, empochant alors 300 000 dollars par épisode. Le 13 mai 2015, Harry Shearer annonce qu'il va quitter la série. Après que les autres acteurs ont signé un nouveau contrat avec le même salaire, Harry Shearer refuse, déclarant que ce n'est pas assez. Al Jean déclare aux producteurs que « le spectacle doit continuer », mais il ne précise pas ce qu'il adviendrait des personnages incarnés par Harry Shearer. Finalement, le 7 juillet 2015, Harry Shearer accepte de continuer à travailler pour la série, avec les mêmes accords que les autres acteurs.

#### Le Showet autres occupations radiophoniques
Depuis 1983, Harry Shearer présente le programme radiophonique de comédie et de musique Le Show. Le programme est un mélange de commentaires satiriques sur les informations, de musique et de sketchs qui ciblent les « méga crétins des médias puissants ». L'émission est diffusée sur de nombreuses stations de la National Public Radio ainsi que sur d'autres stations publiques à travers les États-Unis.

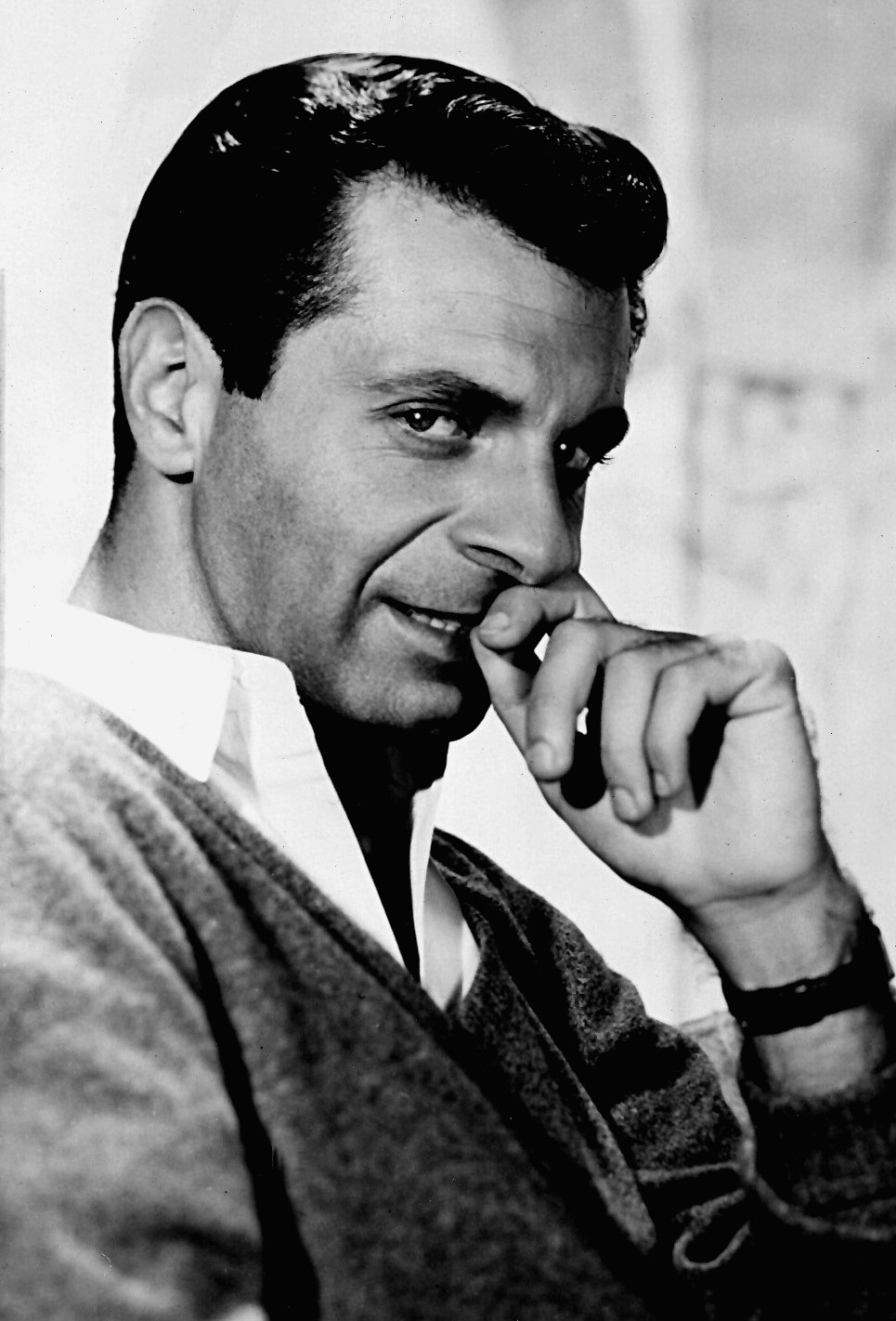
Mort Sahl, l'inspiration de Harry Shearer pour son travail radiophonique.

Depuis la fusion des services de radio par satellite Sirius et XM, l'émission n’est plus disponible sur aucun des deux. L'émission est aussi disponible en podcast sur iTunes et sur WWNO. Dans son programme hebdomadaire, Harry Shearer alterne entre le lancement de musiques, la lecture et le commentaire des informations de la veille à la manière de Mort Sahl, et l'interprétation de sketchs et de chansons originaux, comiques et généralement politiques. En 2008, Harry Shearer sort un album de chansons intitulé Songs of the Bushmen, constitué de ses numéros satiriques extraits du Show à propos de l'ancien président américain George W. Bush. Selon Harry Shearer, il critique aussi bien les Républicains que les Démocrates, ajoutant que « la loi d'airain lorsqu'on fait de la comédie politique, c'est que vous vous moquez de celui qui dirige sur l'instant » et que « tous les autres ne sont là que pour faire parler d'eux. Ce sont ceux qui font réellement quelque chose, qui changent la vie des gens pour le meilleur ou pour le pire. D'autres personnes que les médias qualifient de "satiristes" ne fonctionnent pas de cette façon »,.
Depuis qu'il a entendu parler des informations par satellite lorsqu'il travaille sur le Saturday Night Live, Harry Shearer est fasciné par le contenu des vidéos qui ne sont pas diffusées. Il fait référence à ses clips comme des « objets trouvés ». Il déclare : « J'ai pensé "wow", il y a juste un approvisionnement sans fin de contenu, et c'est merveilleux et fascinant et drôle et parfois obsédant, mais c'est toujours bon ». Il les collecte et les utilise dans Le Show et sur son site web,,. En 2008, il assemble les clips vidéo de créateurs d'informations tirés de cette collection dans une installation artistique intitulée La Chambre d'écho silencieuse (The Silent Echo Chamber), qui est exposée au musée d'art moderne Aldrich à Ridgefield au Connecticut. L'œuvre a également été exposée en 2009 à l'Institut valencien d'art moderne à Valence en Espagne, et en 2010 au Centre d'arts contemporains de la Nouvelle-Orléans à La Nouvelle-Orléans en Louisiane,,.
En 2006, Harry Shearer apparaît avec Brian Hayes dans quatre épisodes de la sitcom de la BBC Radio 4, Not Today, Thank You, interprétant Nostrils, un homme si laid qu’il ne supporte pas sa propre présence. Il doit initialement apparaître dans les six épisodes, mais il est contraint de se retirer de l’enregistrement des deux derniers, en raison d'un problème avec son permis de travail. Le 19 juin 2008, il est annoncé que Harry Shearer va recevoir une étoile sur le Walk of Fame de Hollywood dans la catégorie radio.

#### Autres occupations

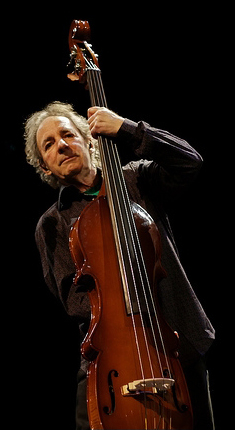
Harry Shearer jouant du violoncelle en avril 2009.

Le premier long métrage réalisé et scénarisé par Harry Shearer, Teddy Bears' Picnic, est sorti en 2002. L'intrigue est inspirée du Bohemian Grove, un camping qui accueille un rassemblement de trois semaines de certains des hommes les plus puissants du monde. Il obtient un taux d'approbation de 0 % sur Rotten Tomatoes, les dix-neuf avis étant négatifs, et il reçoit une note de 32 sur 100 (ce qui signifie « avis généralement négatifs ») sur Metacritic sur la base de dix avis,. En 2003, il coscénarise J. Edgar! The Musical avec Tom Leopold, qui parodie la relation entre J. Edgar Hoover et Clyde Tolson. Avec Kelsey Grammer et John Goodman dans les rôles principaux, il sort en avant-première au festival du film comique américain à Aspen au Colorado.
En 2003, Harry Shearer, Christopher Guest et Michael McKean sont à l'affiche du film documentaire parodique sur la musique traditionnelle, A Mighty Wind qui dépeint un groupe nommé The Folksmen. Le film est scénarisé par Christopher Guest et Eugene Levy et réalisé par Christopher Guest. Harry Shearer tient également un rôle majeur dans le film de Christopher Guest parodiant la politique aux Oscars, For Your Consideration, sorti en 2006. Il interprète Victor Allan Miller, un ancien acteur convaincu qu'il va être nommé aux Oscars. Il apparaît également en tant que présentateur du journal télévisée dans le film Godzilla sorti en 1998, avec ses collègues des Simpson, Hank Azaria et Nancy Cartwright. Il apparaît également dans les films L'Étoffe des héros, The Fisher King : Le Roi pêcheur, The Truman Show, Small Soldiers et En direct sur Ed TV. Il réalise et apparaît également dans le programme télévisé Portrait of a White Marriage, la suite de The History of White People in America.
Harry Shearer travaille également en tant que chroniqueur pour le Los Angeles Times avant de décider que cette occupation « était devenue une trop grande perte de temps pour s'en préoccuper ». Ses chroniques sont également publiées dans Slate et dans Newsweek. Depuis mai 2005, il contribue en tant que blogueur pour HuffPost. Harry Shearer est également l'auteur de trois ouvrages. Man Bites Town, publié en 1993, est une collection des chroniques qu'il a écrites pour le Los Angeles Times entre 1989 et 1992. Publié en 1999, It's the Stupidity, Stupid, analyse la haine que certaines personnes éprouvaient pour le président d'alors, Bill Clinton. Harry Shearer pense que Bill Clinton s'est fait détester après avoir eu des liaisons avec « les femmes les moins puissantes et les moins accréditées qui soient entrées dans son enceinte officielle ». Son plus récent livre est son premier roman Not Enough Indians. Publié en 2006, il s'agit d'un roman humoristique sur les Amérindiens et les jeux d'argent. Dépourvu des « plaisirs de la collaboration » et de « la spontanéité et l'improvisation » qui caractérisent ses autres projets, Not Enough Indians est pour Harry Shearer une « lutte » à écrire. Il déclare que « le seul plaisir à propos de ceci est de l'avoir écrit. C'est une œuvre solitaire, je n'y étais pas habitué et cela m'a pris six ans à terminer. C'est un acte d'autodiscipline profondément troublant ».
Harry Shearer sort également cinq albums humoristiques en solo : It Must Have Been Something I Said (1994), Dropping Anchors (2006), Songs Pointed and Pointless (2007), Songs of the Bushmen (2008) et Greed and Fear (2010). Son disque le plus récent, Greed and Fear, se concentre principalement sur les problèmes économiques de Wall Street, plutôt que sur la politique comme les albums précédents. Harry Shearer décide de faire cet album lorsqu'il « commence à être amusé par le langage de la crise économique, lorsque les "actifs toxiques" sont soudainement devenus des "actifs troublés" passant de quelque chose qui empoisonne le système à un simple groupe de jeunes délinquants aux visages sales qui n'ont pas besoin d'être retirés du système mais de juste… être compris ». En mai 2006, Harry Shearer reçoit un doctorat honorifique de la part du Goucher College de Towson au Maryland.

#### The Big Uneasy

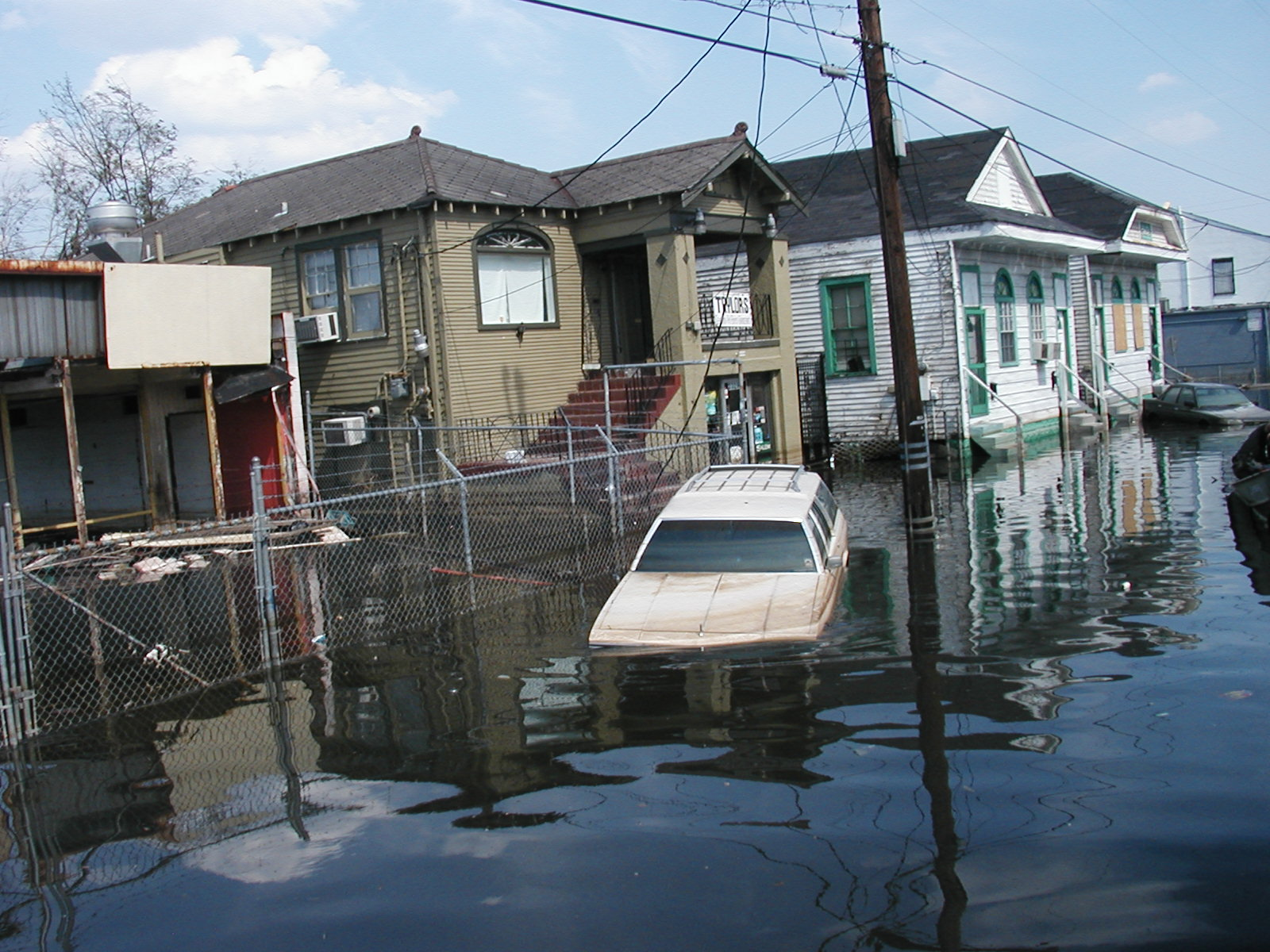
Un quartier de La Nouvelle-Orléans, inondé après le passage de l'ouragan Katrina, sujet du film de Harry Shearer The Big Uneasy.

En 2010, Harry Shearer réalise The Big Uneasy, un documentaire consacré à l'impact de l'ouragan Katrina sur La Nouvelle-Orléans. Narré par l'acteur John Goodman, le film décrit les problèmes d'endiguement et les inondations catastrophiques de l'aire urbaine de La Nouvelle-Orléans, et comprend des entretiens prolongés avec l’ancien professeur de l'université d'État de Louisiane Ivor van Heerden, de Robert Bea un professeur d'ingénierie à l'université de Californie à Berkeley, et de Maria Garzino une ingénieure et spécialiste des contrats pour le district de Los Angeles du Corps du génie de l'armée des États-Unis. Le film critique cette institution et sa gestion des projets de contrôle des inondations en Louisiane du Sud,,,,. Harry Shearer s'appuie sur de nombreux experts techniques pour soutenir que les inondations tragiques provoquées par l'ouragan Katrina « qui ont causé des dommages étendus ont été causées par des erreurs d'ingénierie et de jugement ». Sur l’agrégateur de critiques Rotten Tomatoes, le film obtient une notre d'approbation de 71 % basée sur vingt-quatre critiques, avec une note moyenne de 6,85 sur 10. Le consensus critique du site web est le suivant : « The Big Uneasy offre un regard certes inégal, mais toujours digne et bien intentionné, sur les conséquences d'une terrible catastrophe ».

### Vie privée

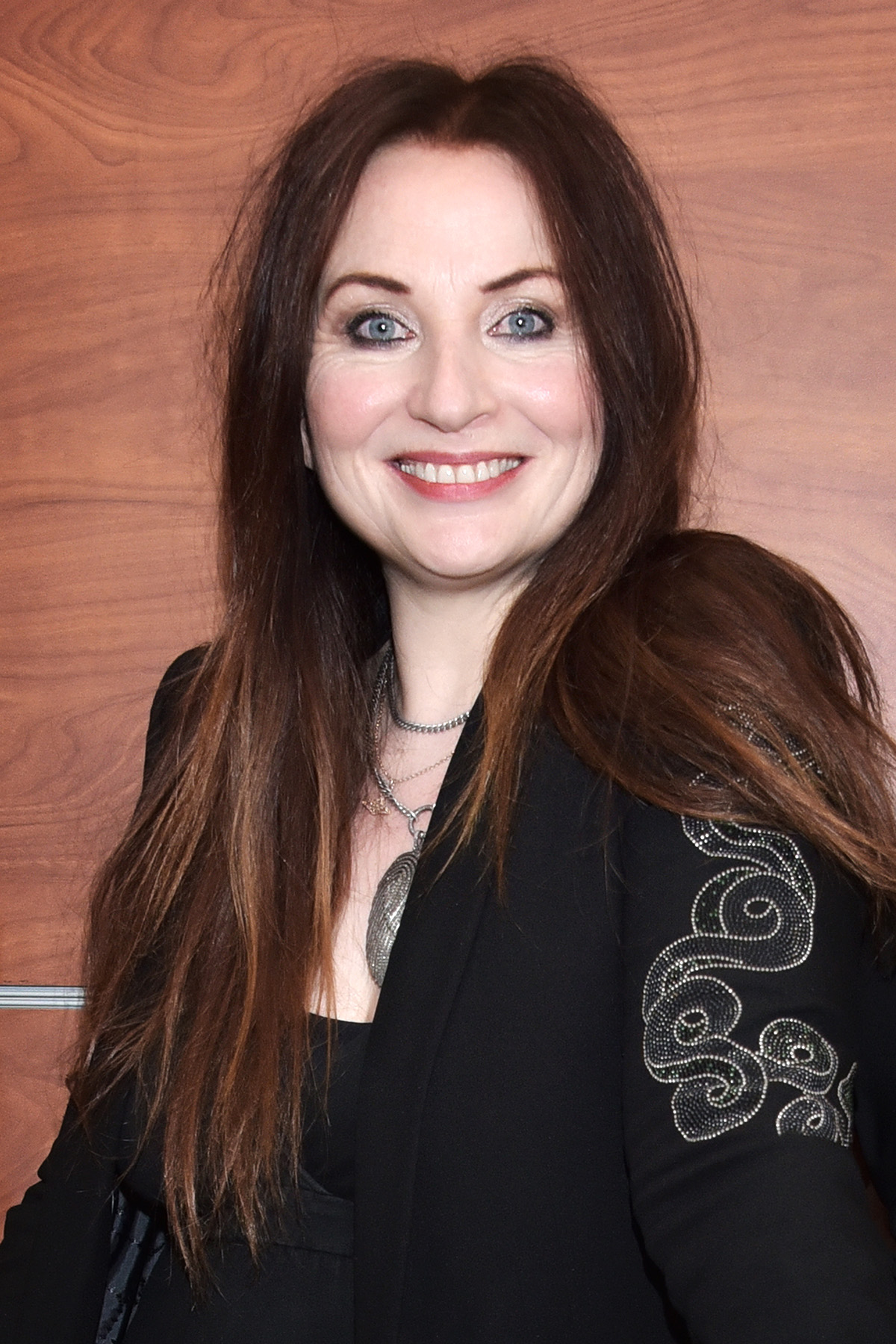
Judith Owen, auteur-compositrice-interprète galloise avec laquelle Harry Shearer est marié depuis 1993.

Harry Shearer épouse la chanteuse de musique traditionnelle Penelope Nichols en 1974. Ils divorcent en 1977. Il est marié avec l'auteure-compositrice-interprète galloise Judith Owen depuis 1993. En 2005, ensemble ils créent leur propre label de musique intitulé « Courgette Records ». Harry Shearer possède des propriétés à Santa Monica en Californie, dans le Vieux carré français de La Nouvelle-Orléans en Louisiane et à Notting Hill à Londres. Il vient pour la première fois à La Nouvelle-Orléans en 1988 et participe au New Orleans Jazz & Heritage Festival chaque année depuis.
Harry Shearer parle et écrit souvent à propos de l'échec du système fédéral de digues qui cause l'inondation de La Nouvelle-Orléans lors de l'ouragan Katrina, faisant exploser sa couverture dans les médias grands publics et critiquant le rôle du corps du génie de l'armée des États-Unis dans ce drame,,. Avant la sortie DVD de son film, The Big Uneasy, Harry Shearer organise des projections du film dans différents lieux en répondant aux questions du public.

## Filmographie
Sauf mention contraire, les informations proviennent de l'IMDb.

### Acteur

#### Cinéma
- 1953 : Deux Nigauds chez Vénus (Abbott and Costello Go to Mars) : un garçon
- 1953 : La Tunique (The Robe) : David
- 1953 : Peter Pan : un pirate
- 1977 : American Raspberry : l’ami de Trucker
- 1977 : Cracking Up : plusieurs personnages
- 1977 : Star Wars, épisode IV : Un nouvel espoir (Star Wars) : Capitaine Khurgee et Dex Tiree
- 1979 : Real Life : Pete
- 1979 : The Fish That Saved Pittsburgh : Murray Sports
- 1979 : Airport 80 Concorde (The Concorde … Airport '79) : Jeffrey Marx
- 1980 : AnimalOlympic : Keen Hacksaw
- 1980 : Loose Shoes : le narrateur
- 1980 : One-Trick Pony : Bernie Wepner
- 1983 : L'Étoffe des héros (The Right Stuff) : le recruteur de la NASA
- 1983 : Flicks : le narrateur
- 1984 : Spinal Tap (This Is Spinal Tap) : Derek Smalls
- 1987 : La Folle Histoire de l'espace (Spaceballs) : le présentateur du journal
- 1988 : Portrait of a White Marriage : Al Silvers
- 1988 : Plain Clothes : Simon Feck
- 1988 : J'ai épousé une extra-terrestre (My Stepmother Is an Alien) : Carl Sagan
- 1990 : Marilyn Hotchkiss' Ballroom Dancing and Charm School : le présentateur
- 1991 : L'embrouille est dans le sac (Oscar) : Guido Finucci
- 1991 : Danger public (Pure Luck) : Monosoff
- 1991 : Blood and Concrete : Sammy Rhodes
- 1991 : The Fisher King : Le Roi pêcheur (The Fisher King) : Ben Starr, l'acteur de sitcom
- 1992 : A Year and a Half in the Life of Metallica : Derek Smalls
- 1992 : Une équipe hors du commun (A League of Their Own) : le présentateur du journal
- 1993 : Wayne's World 2 : Sam Beau-Gosse
- 1994 : La Petite Star (I'll Do Anything) : le capitaine de recherche de public
- 1994 : Les Petits Géants (Little Giants) : Littbarski
- 1994 : Chérie, vote pour moi (Speechless) : Chuck
- 1997 : Le Mariage de mon meilleur ami (My Best Friend's Wedding) : Jonathan P.F. Ritt
- 1998 : Godzilla : Charles Caiman
- 1998 : Les Premiers Colons (Almost Heroes) : le narrateur
- 1998 : The Truman Show : Mike Michaelson
- 1998 : Small Soldiers : Punch-It
- 1999 : En direct sur Ed TV (Edtv) : le modérateur
- 1999 : Rencontre dans la troisième dimension (Encounter in the Thrid Dimension) : le narrateur
- 1999 : Dick : Les Coulisses de la présidence (Dick) : G. Gordon Liddy
- 2000 : Catching Up with Marty DiBergi : Derek Smalls
- 2000 : Edwurd Fudwupper Fibbed Big : le Général
- 2000 : CyberWorld : Ned Flanders, Dr Hibbert et révérend Lovejoy
- 2001 : Haiku Tunnel : le responsable de l'orientation
- 2001 : Out There : Dr Gerard
- 2001 : Haunted Castle : M. D et Mephisto
- 2002 : Teddy Bears' Picnic : Joey Lavin
- 2002 : The Simpsons Film Festival
- 2002 : The Simpsons: Backstage Pass
- 2003 : A Mighty Wind : Mark Shubb
- 2003 : The Simpsons Christmas : Ned Flanders
- 2004 : The Simpsons Christmas 2 : Ned Flanders
- 2005 : Chicken Little : le commentateur chien
- 2005 : Marilyn Hotchkiss' Ballroom Dancing and Charm School : le commentateur du bal
- 2006 : For Your Consideration : Victor Allan Miller
- 2007 : Les Simpson, le film : plusieurs personnages
- 2007 : A Couple of White Chicks at the Hairdresser : Marc Gavin
- 2009 : My Suicide : Caress Moscowitz
- 2010 : The Big Uneasy : le narrateur
- 2011 : Flood Streets : Dr Keely
- 2011 : Nine Lives: A Musical Adaptation Live : George Montgomery
- 2015 : Love and Taxes : Sean Boykin et l’agent
- 2016 : Mascots : le présentateur de la compétition
- 2017 : Father Figures : Gene Baxter
- 2019 : Easy Does It : Bob Mckee
- 2021 : Balenciaga : Waylon Smithers
- 2025 : Spinal Tap 2: The End Continues de Rob Reiner

#### Télévision
- 1953 : Omnibus : Johnny (1 épisode)
- 1953-1955 : The Jack Benny Program : Jack Benny enfant et lui-même (4 épisodes)
- 1955 : The Pepsi-Cola Playhouse (1 épisode)
- 1955 : It's a Great Life : Terry (1 épisode)
- 1955 : Les Aventuriers du Far West (1 épisode)
- 1955-1956 : TV Reader's Digest : l'homme sage (2 épisodes)
- 1956 : Private Secretary : Chuckie Willis (1 épisode)
- 1957 : General Electric Theater : Timmy (1 épisode)
- 1957 : Studio 57 : Frankie Bennett (1 épisode)
- 1957 : Leave It to Beaver : Frankie Bennett (1 épisode)
- 1957 : Alfred Hitchcock présente : un enfant des rues (1 épisode)
- 1975-1985 : Saturday Night Live : plusieurs personnages (38 épisodes)
- 1976 : Serpico : Hippy (1 épisode)
- 1976-1982 : Laverne and Shirley : plusieurs personnages (6 épisodes)
- 1977 : Fernwood 2 Night : lui-même (1 épisode)
- 1979 : Stockard Channing in Just Friends : Saul (1 épisode)
- 1981 : Likely Stories, Vol. 1
- 1982 : Million Dollar Infield : Jack Savage
- 1986 : Alf : Larry le président (1 épisode)
- 1986 : Viva Shaf Vegas : le rabbin
- 1986-1988 : The History of White People in America : plusieurs personnages (2 épisodes)
- 1986-1987 : Spitting Image : plusieurs personnages (2 épisodes)
- 1987 : Down and Out with Donald Duck : voix additionnelles
- 1987 : This Week Indoors : plusieurs personnages
- 1988 : Deux Flics à Miami : Timothy Anderson, l'agent du FBI (1 épisode)
- 1989 : Not Necessarily the News : Jerry Falwell et Jim Wright (2 épisodes)
- 1989-2020 : Les Simpson : Ned Flanders, Charles Montgomery Burns, Waylon Smithers, Seymour Skinner, Révérend Lovejoy et plusieurs autres personnages (682 épisodes)
- 1990 : Les Craquantes : George H. W. Bush (1 épisode)
- 1990 : Un psy très spécial : le présentateur radio
- 1990 : The American Film Institute Presents: TV or Not TV?
- 1990 : Murphy Brown : Chris Bishop (1 épisode)
- 1991 : Sunday Best : plusieurs personnages
- 1993 : Dream On : Steve (1 épisode)
- 1993 : La Loi de Los Angeles : Gordon Huyck (1 épisode)
- 1993 : Animaniacs : Ned Flat (1 épisode)
- 1994 : Ellen : Ted Layton (1 épisode)
- 1995 : Sliders : Les Mondes parallèles : le DJ de la radio (1 épisode)
- 1995 : Friends : Dr Baldharar (1 épisode)
- 1995 : Frontline : Larry Hadges (1 épisode)
- 1996 : State of the Union: Undressed : Newt Gingrich
- 1996 : Chicago Hope : La Vie à tout prix : l'homme de nulle part (1 épisode)
- 1996 : Couacs en vrac : Matthew Burke (1 épisode)
- 1997 : Tracey Takes On... : Ronald Littleman (1 épisode)
- 1997 : Urgences : John Smythe (1 épisode)
- 1997 : Le Visiteur : Louis Faraday (1 épisode)
- 1998 : George and Leo (1 épisode)
- 1998 : Style and Substance : lui-même (1 épisode)
- 1998 : My Generation : Derek Smalls (1 épisode)
- 1999 : Sept jours pour agir : Walter Landis (1 épisode)
- 1999 : Voilà ! : Larry Fenwick (1 épisode)
- 1999-2001 : Jack and Jill : Dr Wilfried Madison (4 épisodes)
- 2000-2001 : Dawson : Principal Peskin (2 épisodes)
- 2001 : Lydia DeLucca : Dean (1 épisode)
- 2002 : Espions d'État : le président (1 épisode)
- 2002 : Inside TV Land : le narrateur (2 épisodes)
- 2007-2009 : Wow! Wow! Wubbzy! : le Maire Whoozle (9 épisodes)
- 2012 : Playhouse Presents : Richard Nixon (1 épisode)
- 2013 : Nixon's the One : Richard Nixon (6 épisodes)
- 2014 : Outnumbered : M. Johnson (1 épisode)
- 2019 : Paul Shaffer Plus One : Derek Smalls (1 épisode)
- 2020 : The Salon : Marc Gavin (4 épisodes)

#### Jeux vidéo
- 1996 : Blazing Dragons : Dr Zigmond Fraud
- 1996 : The Simpsons Cartoon Studio : plusieurs personnages
- 1997 : Virtual Springfield : plusieurs personnages
- 2001 : The Simpsons Wrestling : plusieurs personnages
- 2001 : The Simpsons: Road Rage : plusieurs personnages
- 2002 : The Simpsons Skateboarding : plusieurs personnages
- 2003 : The Simpsons: Hit and Run : plusieurs personnages
- 2005 : Chicken Little : le commentateur chien
- 2007 : Les Simpson, le jeu : plusieurs personnages
- 2012 : Les Simpson : Springfield : plusieurs personnages

#### Clip vidéo
- 2011 : Do the Bartman de Nancy Cartwright : Seymour Skinner

### Scénariste

#### Les Simpson
| Année | Titre                           | Titre original    | Saison | Épisode | Scénariste      |
| ----- | ------------------------------- | ----------------- | ------ | ------- | --------------- |
| 2016  | Faites confiance mais clarifiez | Trust But Clarify | 28     | 5       | Michael Polcino |

#### Autres
- 1973 : Economic Love-In
- 1976 : Laverne and Shirley : 1 épisode
- 1978 : America 2-Night : 65 épisodes
- 1979 : Disco Beaver from Outer Space
- 1979-1985 : Saturday Night Live : 38 épisodes
- 1979 : Real Life
- 1979 : The Chevy Chase National Humor Test
- 1979 : The T.V. Show
- 1981 : Likely Stories, Vol. 1
- 1984 : Spinal Tap
- 1985 : David Letterman's Holiday Film Festival
- 1986 : Club Paradis
- 1986 : Viva Shaf Vegas
- 1987 : This Week Indoors
- 1988 : Harry Shearer… The Magic of Live
- 1989 : Not Necessarily the News : 2 épisodes
- 1991 : Sunday Best
- 1992 : A Spinal Tap Reunion
- 1995 : The News Hole
- 1998 : Spinal Tap: The Final Tour
- 1999 : The 20th Century: Funny Is Money
- 2001 : Teddy Bears' Picnic
- 2010 : The Big Uneasy
- 2012 : Playhouse Presents : 1 épisode
- 2013 : What's with Honey Poo Poo?
- 2013 : Nixon's the One : 6 épisodes
- 2025 : Spinal Tap 2: The End Continues de Rob Reiner

### Compositeur
- 1979 : The T.V. Show
- 1984 : Spinal Tap
- 1992 : A Spinal Tap Reunion
- 1995 : The News Hole
- 1996 : Waiting for Guffman
- 1998 : Spinal Tap: The Final Tour
- 2002 : Teddy Bears' Picnic

### Réalisateur
- 1985 : David Letterman's Holiday Film Festival
- 1985-1986 : The History of White People in America : 2 épisodes
- 1986 : Viva Shaf Vegas
- 1987 : This Week Indoors
- 1988 : Portrait of a White Marriage
- 2001 : Teddy Bears' Picnic
- 2010 : The Big Uneasy
- 2013 : What's with Honey Poo Poo?

### Producteur
- 1979 : The T.V. Show
- 1986 : Viva Shaf Vegas
- 1988 : Harry Shearer… The Magic of Live
- 1992 : A Spinal Tap Reunion
- 1995 : The News Hole
- 2002 : Teddy Bears' Picnic
- 2011 : Flood Streets
- 2013 : Nixon's the One : 6 épisodes

## Publications
- (en) Man Bites Town : Notes of a Man Who Doesn't Take Notes, New York, St. Martin's Press, 1993, 236 p. (ISBN 0-312-08842-6, lire en ligne).
- (en) It's the Stupidity, Stupid: Why (Some) People Hate Clinton and Why the Rest of Us Have to Watch, Ballantine Books et Library of Contemporary Thought, 1999, 104 p. (ISBN 0-345-43401-3).
- (en) Not Enough Indians : A Novel, Boston, Justin, Charles and Company, 2006, 225 p. (ISBN 1-932112-46-4, lire en ligne).

## Distinctions
Harry Shearer reçoit quatre nominations dans différentes catégories aux Emmy Awards et en remporte un. Ses deux premières nominations sont dans la catégorie du meilleur scénario pour une émission de divertissement pour America 2-Night en 1978 et pour le Saturday Night Live en 1980. Il reçoit ensuite, en 2009, une nomination dans la catégorie du meilleur doublage pour les rôles de M. Burns, de Waylon Smithers, de Kent Brockman et de Lenny Leonard dans l'épisode Burns est piqué de la vingtième saison des Simpson. Le prix est toutefois remporté par son collègue Dan Castellaneta pour le rôle d'Homer Simpson dans l'épisode Mon père avait tort. Sa seconde nomination dans la même catégorie est en 2014 pour les rôles de Kent Brockman, M. Burns et Waylon Smithers dans l'épisode Quatre regrets et un enterrement de la vingt-cinquième saison. Il remporte le prix.
En 2008, 2009 et 2010, il est également nommé aux Grammy Awards dans la catégorie du meilleur album comique pour respectivement Songs Pointed and Pointless, Songs of the Bushmen et Back from the Dead,,. Les prix sont remportés par Flight of the Conchords, George Carlin et Stephen Colbert.